# Petr Stehlík
Petr Stehlík (ur. 15 kwietnia 1977 w Turnovie) – czeski lekkoatleta specjalizujący się z pchnięciu kulą. Zawodnik TJ Dukla Praga.
Uczestnik igrzysk olimpijskich, mistrzostw Europy i świata. Dziewięciokrotny mistrz kraju (1998–1999, 2001–2005, 2007–2008). Jego rekord życiowy na otwartym stadionie ustanowiony w 2004 roku wynosi 20,96 m, a rekord w hali 20,09.

## Osiągnięcia
| Rok                | Impreza                     | Miejsce  | Pozycja | Wynik |
| ------------------ | --------------------------- | -------- | ------- | ----- |
| 1996               | Mistrzostwa świata juniorów | Sydney   | 4.      | 17,35 |
| 2001               | Mistrzostwa świata          | Edmonton | 5. q    | 19,68 |
| 2002               | Halowe mistrzostwa Europy   | Wiedeń   | 5.      | 19,86 |
| Mistrzostwa Europy | Monachium                   | 6. q     | 19,76   |       |
| 2003               | Mistrzostwa świata          | Paryż    | 7. q    | 19,70 |
| 2004               | Igrzyska olimpijskie        | Ateny    | 12.     | 19,21 |
| 2002               | Halowe mistrzostwa Europy   | Madryt   | 14. q   | 19,36 |
| Mistrzostwa świata | Helsinki                    | 10. q    | 19,48   |       |
| 2007               | Mistrzostwa świata          | Osaka    | 10. q   | 19,51 |
| 2008               | Igrzyska olimpijskie        | Pekin    | 15. q   | 19,41 |